# Parafia św. Jana Chrzciciela we Frydku
Parafia Świętego Jana Chrzciciela we Frydku-Mistku – parafia rzymskokatolicka znajdująca się we Frydku-Mistku, w dzielnicy Frydek, w kraju morawsko-śląskim w Czechach. Należy do dekanatu Frydek diecezji ostrawsko-opawskiej.
Na terenie parafii znajdują się m.in. bazylika mniejsza pw. Nawiedzenia NMP, renesansowy kościół pw. św. Jodoka, kościoły filialne w Leskowcu i Starym Mieście.

## Historia
Miasto Frydek zostało założone na gruntach Jamnicy. Proces lokacji na prawie niemieckim rozpoczął się pod koniec pierwszej połowy XIV wieku. Pierwsza wzmianka o nim pochodzi dopiero z 1386, a następna z 1416 roku. Początkowo zapewne kościołem parafialnym dla Frydku był kościół w Jamnicy, jednak funkcję tę przejął kościół pw. św. Jana Chrzciciela jeszcze w XIV wieku, w międzyczasie Jamnica i tamtejszy gród i kościół powoli zanikły. Parafia we Frydku została wymieniona w spisie świętopietrza sporządzonym przez archidiakona opolskiego Mikołaja Wolffa w 1447 pośród innych parafii archiprezbiteratu (dekanatu) w Cieszynie pod nazwą Fredek. Na podstawie wysokości opłaty w owym sprawozdaniu liczbę ówczesnych parafian (we wszystkich podległych wioskach) oszacowano na 450.
15 października 1654 utworzony został dekanat frydecki.
Po wojnach śląskich i oddzieleniu granicą od diecezjalnego Wrocławia, będącego w odtąd w Królestwie Prus, do zarządzania pozostałymi w monarchii Habsburgów parafiami powołano w 1770 Wikariat generalny austriackiej części diecezji wrocławskiej. Po I wojnie światowej Frydek znalazł się w granicach Czechosłowacji, wciąż jednak był podległy diecezji wrocławskiej, pod zarządem specjalnie do tego powołanej instytucji zwanej: Knížebiskupský komisariát niský a těšínský. W 1939 jako jedna z 17 parafii archidiecezji wrocławskiej pozostała w granicach Protektoratu Czech i Moraw. W 1947 obszar ten wyjęto ostatecznie spod władzy biskupów wrocławskich i utworzono Apostolską Administraturę w Czeskim Cieszynie podległą Watykanowi. W 1978 obszar Administratury podporządkowany został archidiecezji ołomunieckiej. W 1996 wydzielono z archidiecezji ołomunieckiej nową diecezję ostrawsko-opawską.